# SciFi.bg
SciFi.bg (с подзаглавие „Българското сайфай списание“) е българско онлайн списание за научна фантастика и фентъзи.
В него се популяризират тези жанрове в България. Публикуват се новини, статии, ревюта и класации за фантастичните филми, сериали, книги, игри, както и за нови революционни технологии. Съчетават се заглавия, като се обръща по-голямо внимание на българските автори и техните творби. Съдържа каталог с книги, сериали и книги-игри, както и с календар за предстоящите събития и премиери от света на фантастиката.
Главен редактор на списанието е Петър Атанасов, технически отговорник – Адриан Димитров, отговорник каталози – Мира Георгиева. Сътрудници на списанието са Петя Ивайлова, Неделчо Ласков, Станимир Ставрев, Недялко Панайотов, Румяна Бояджиева.